# Feber
Juguetes Feber es una empresa española dedicada a fabricar y distribuir juguetes. Está especializada en vehículos, aparatos de motor y estructuras de jardín para niños. Desde 2006 forma parte del Grupo Famosa.
Feber fue fundada en 1956 por José Rodríguez Zurita y durante la década de 1980 se convirtió en una de las principales marcas españolas, con productos como las muñecas Chabel y Baby-Feber. En enero de 1992 entró en suspensión de pagos, dejó de fabricar muñecas y se centró en su negocio actual.

## Historia
Los orígenes de Feber se encuentran en el «valle del Juguete», una zona industrial de la provincia de Alicante especializada en fabricar juguetes. En 1956, el empresario José Rodríguez Zurita adquirió la compañía Juguetes Rosvi, que cuatro años atrás había fundado con otras dos personas. Partiendo de esa base creó una nueva empresa llamada Juguetes Feber, cuyo nombre es un acrónimo de sus propietarios: los hermanos Ferre, dueños de una empresa pirotécnica; el empleado José Bernabéu, y el propio José Rodríguez. Feber se especializó en la fabricación de muñecas para niñas, como Baby Feber, y en aparatos de motor para niños.
La empresa vivió su mejor época a finales de los años 1980. Su mayor éxito de ventas fue la muñeca Chabel, basada en el modelo Licca de la japonesa Takara, que compitió en el mercado español frente a Nancy y Barbie. Posteriormente llegaron otros juguetes como Family Feber, Pocas Pecas y el kit de construcción Multihobby. En 1989, Feber abrió Creadisa, su departamento de investigación y desarrollo para nuevos productos, e inició su expansión internacional. Y en 1990 aumentó su inversión publicitaria con la llegada de la televisión privada, recurriendo a celebridades de la época como Constantino Romero y el dúo humorístico Martes y Trece. A finales de 1991, su facturación fue de 11 500 millones de pesetas y su plantilla estaba formada por 300 empleados fijos.
En enero de 1992, Feber presentó suspensión de pagos con una deuda de 6500 millones de pesetas. Tras cumplir su plan de viabilidad en 1993, dejó de producir muñecas y se especializó en aparatos de motor y estructuras de jardín para niños, bajo la presidencia de José Manuel Rodríguez Ferre, hijo del fundador. En septiembre de 2006, Famosa se hizo con el control de Feber.
En la actualidad Feber es una de las marcas estratégicas de Famosa, junto a Nenuco, Nancy y Pinypon. La marca comercializa correpasillos, triciclos y vehículos eléctricos movidos con batería, además de juguetes de jardín como casas, toboganes y columpios.

## Sitio web
- Sitio web de Feber (en español)

- Datos: Q5856983